# 帕特里克·羅伯茨
帕特里克·羅伯茨（英語：Patrick Roberts；1997年2月5日—）是一位英格蘭足球運動員。在場上的位置是二前鋒或右邊鋒。現在效力英格蘭球隊桑德兰。

## 球會生涯
羅伯茨在13歲時從AFC溫布頓轉會至富勒姆，17歲生日後便簽下職業合約，為期兩年。羅伯茨描述簽下職業合約是他「人生中最棒的感覺之一」。
2014年3月15日對纽卡斯尔联賽事，他入選大軍替補名單，教練馬加夫形容他為「天才」。3月22日對曼城的比賽，他在55分入替上場，完成他英超首秀。5月5日，羅伯茨在2014年青年足總盃決賽次回合中打進一球，但球隊總比數7-6不敵切尔西。
羅伯茨在2014/15賽季首次上場是8月9日揭幕日對伊普斯维奇城，上場不久後便交出助攻。2014年8月20日對狼隊賽事，他首次以先發身份上場。

### 曼城
2015年7月19日，罗伯茨与曼城签订了一份长期合同，费用未公开，据信约为1200万英镑。罗伯茨在2015年國際冠軍盃季前赛对阵皇家马德里的比赛中替补拿華斯上场。2015年9月22日，罗伯茨在联赛杯4-1战胜桑德兰的比赛中替补出场，首次代表曼城出场。 他在以4-1负于托特纳姆热刺的比赛中为曼城完成了他的联赛处子秀，替补阿奎罗。

#### 凯尔特人(外借)
2016年1月29日，据报道，凯尔特人与曼城达成了为期18个月的罗伯茨租借协议，而该球员正在格拉斯哥接受体检。转让于同年2月1日得到确认。几天后，他在凯尔特人U20 4-0战胜马瑟韦尔的比赛中在最后一分钟为凯尔特人U20打进第四球，并为其他三个进球提供助攻。罗伯茨在2016 年2月20日为凯尔特人完成了他的球队处子秀，在凯尔特人公园以 3-0 击败因弗内斯 CT 的比赛的最后几分钟替补出场。 他于3月2日在主场对阵邓迪的联赛中首次首发出场。儘管凯尔特人在 0-0 的比數只能得到一場平局，但罗伯茨被认为看起来“敏锐”并显示出“他的天赋闪光”。
2016年4月2日，罗伯茨打进了他在凯尔特人正式比賽中的第一個进球，在凯尔特人队以3-1逆转战胜哈茨的比赛中梅开二度。在他打进三球的出色表现之后，罗伯茨被评为苏格兰四月份最佳球员。他在5月8日3-2击败阿伯丁 的比赛中梅开二度，帮助凯尔特人队夺得 苏格兰超级联赛冠军。
罗伯茨在2016年7月20日首次在欧洲冠军联賽的比賽中上場，在3-0击败直布罗陀的林肯紅魔鬼的比赛中首发并进球。 他之前拒绝了代表英格兰参加歐洲U-19足球錦標賽的机会，以帮助凯尔特人晋级冠军联赛小組賽。2016年12月6日，罗伯茨打进了一個令人印象深刻的个人进球，并在与他的母队曼城的欧冠比赛中被评为最佳球员。他在2016-17赛季代表凯尔特人上場43场比赛，踢進15个进球，帮助凯尔特人完成了一个不败的国内赛季，球隊连续第六次获得联赛冠军。
2017年8月28日，罗伯茨再一次外借凯尔特人队到賽季結束。在11月与马瑟韦尔的比赛中，罗伯茨腿筋受伤并缺阵数月。2018年3月18日，他在對陣马瑟韦尔的比赛中回歸賽場，在一場0-0平局中替补詹姆斯·福里斯特上陣。

#### 赫罗纳(外借)
罗伯茨在2018-19赛季租借到曼城的西班牙合作伙伴俱乐部赫罗纳，曼城表示，罗伯特发展的下一个阶段最理想是在世界上技术含量最高的联赛之一的西甲测试自己。在签约时，他是唯一一名参加西班牙顶级联赛的英格兰球员，第二天他在对阵皇家巴利亚多利德的比赛中替补出场。然而，他经历了一个不如意的赛季，赫罗纳降级到西乙，而他在19场上場的联赛中都未能進球。

#### 诺里奇城(外借)
2019年5月30日，英冠冠軍, 來季升上英超聯賽的诺里奇城与罗伯茨签订了为期一个赛季的租借协议。然而罗伯茨只上場4次的程況下，诺里奇城宣佈租借提早終結。

#### 米德尔斯堡(外借)
2020年1月2日，罗伯茨租借加盟米德尔斯堡直到2019–20赛季结束。 他在2020年 7月14日米德尔斯堡2-1击败雷丁的比赛中打进了他在米德尔斯堡的首个进球。 2020年10月12日，曼城宣布罗伯茨將會在2019–20赛季繼續租借到米德尔斯堡。

#### 德比郡(外借)
2021年2月1日，罗伯茨將會在2019–20赛季的餘下日子租借加盟德比郡。两天后，他在联赛客场0-3负于罗瑟勒姆的比赛中首次代表德比郡出场。

#### 特魯瓦(外借)
2021年8月31日，他被租借至法国俱乐部 特魯瓦。

### 桑德兰
2022年1月21日，罗伯茨与桑德兰签订了一份为期六个月的初步短期合同，俱乐部可以选择延长他的合同。

## 國家隊生涯
羅伯茨曾代表英格蘭U16、U17、U18和U19比賽。在2014年馬爾他舉行的歐洲U-17足球錦標賽中，他交出3球的4助交成績使英格蘭奪冠。
2014年8月，羅伯茨首獲U19的徵召。儘管當時他只有17歲，但在歐洲U-19足球錦標賽資格賽中有著不可或缺的角色。

## 榮譽

### 俱樂部

#### 些路迪
- 蘇超: 2015–16冠軍

## 外部連結
- 足球数据库：帕特里克·羅伯茨的球员统计数据